# Ada Marra

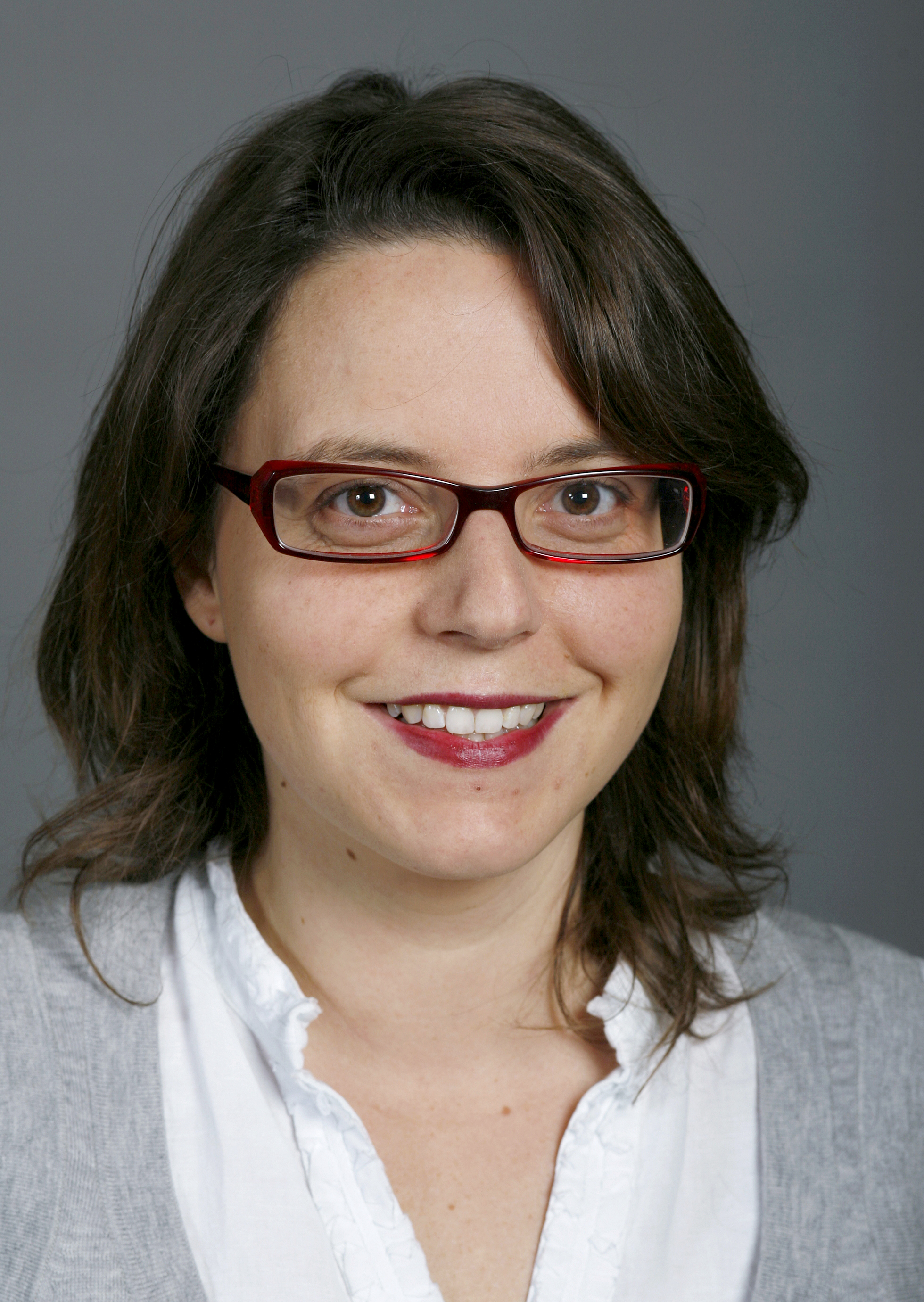

Ada Marra, cuyo verdadero nombre  es Addolorata Marra, nace el 10 de marzo en la comuna de Paudex, es una personalidad política suiza, miembro del partido socialista suizo.

## Biografía
Ada Marra nace en Paudex, de parientes italianos originarios de la región de Apulia, que habían inmigrado en Suiza en los años 60. Cursa estudios en la universidad de Lausana donde obtiene una licencia en ciencias políticas en 1996. El mismo año obtiene la nacionalidad suiza sin renunciar con ello a la nacionalidad italiana de sus padres.
En 1997 Ada Marra ingresa al partido socialista suizo donde ejerce la secretaría general por siete años.
En diciembre de 2004, es electa diputada del Gran Consejo (órgano legislativo) del Cantón de Vaud y tres años más tarde, en diciembre de 2007, es electa Consejera nacional del Parlamento Federal suizo en representación del cantón de Vaud. En su primer mandato, fue miembro de la Comisión de las Instituciones Políticas del Consejo nacional. Luego, en su segundo y tercer mandato, es designada como miembro de la Comisión de economía y de los impuestos del Consejo Nacional. 
En 2008, Ada Marra presenta por ante el Consejo Nacional suizo una iniciativa parlamentaria en la que promueve la naturalización facilitada de los extranjeros de la tercera generación, iniciativa que en 2016 da origen a la adopción por parte de la Asamblea Federal de un decreto que modifica la constitución en lo que concierne a la adquisición de la nacionalidad y que será sometida a referéndum popular el 12 de febrero de 2017.

## Voluntariado
Ada Marra trabaja como voluntaria en varias asociaciones caritativas en vínculo con la lucha contra la precariedad. Es presidenta de la Fundación Madre Sofía (fundación que en su origen estaba vinculada con la Iglesia ortodoxa serbia y hasta hace poco fue miembro del présidium de Caritas Suiza en vínculo con la Iglesia católica  y presidenta de la fundación suiza Lire et Ecrire.

## Distinciones y méritos
Ada Marra recibe el Champignac d'or 2010.

## Publicaciones
Tu parles bien français pour une italienne. Illustration Denis Kormann. Georg. Genève 2017